# Satan Kicked the Bucket
A Satan Kicked the Bucket egy 1988-as Lee "Scratch" Perry album.

## Számok
1. Bank To Bank
2. Once I Had A Dream
3. Sweet Dreams
4. It's Alright
5. Ooh La La
6. Keep On Moving
7. Satan Kicked The Bucket
8. Bat Bat
9. One Horse Race
10. Day Should Turn To Night

## Zenészek
- Drum Program-Edmond Sylvester
- Drums, Drum Program-Bullwackie, Jerry Harris
- Bass-Harold Sylvester, Coozie Mellers, J. Harris
- Piano-J. Harris, Junior Delahaye, Bullwackie
- Synth-Bullwackie, J. Harris, Mortie Butler
- Guitar-J. Harris, C. Mellers
- Horns-Jerry Johnson
- Percussions-Ras Menelik Dakosta
- Back Up Vocals-Max Romeo, Abel & Allen, Lee Perry, J. Harris